# Солова (Україна)
Солова́ — село в Україні, у Глинянській міській громаді Львівського району Львівської області. Населення становить 309 осіб.

## Історія
Село входило до складу «Куровицького ключа». Якийсь час його власниками були спадкоємці графа Альфреда Потоцького.
Яворський Михайло, що народився в Косичі в 1898 р. був стрілем в Українській галицькій армії, пізніше проживав в селі Солова[джерело?].
Під час Других визвольних змагань у селі діяло Збройне Підпілля ОУН. Членами Глинянського районного проводу були й мешканці Солови: Олексій Макогін (псевдо Чайка, Орлик), Михайло Козак (псевдо Шум, Наливайко) – загинули у 1946 році, Федір Макогін (псевдо Скала) -загинув у 1947 році. 

## Населення

### Мова
Розподіл населення за рідною мовою за даними перепису 2001 року:
| Мова       | Кількість | Відсоток |
| ---------- | --------- | -------- |
| українська | 307       | 99.36%   |
| російська  | 1         | 0.32%    |
| білоруська | 1         | 0.32%    |
| Усього     | 309       | 100%     |

## Люди
- Лемик Микола — діяч ОУН, виконавець замаху у консульстві СРСР, уродженець села.